# الحمرا (كفر الشيخ)
قرية الحمرا هي إحدى القرى التابعة لمركز كفر الشيخ في محافظة كفر الشيخ في جمهورية مصر العربية. حسب إحصاءات سنة 2006، بلغ إجمالي السكان في الحمرا 10807 نسمة، منهم 5506 رجل و5301 امرأة.

## التاريخ
قرية الحمرا من القرى القديمة، حيث وردت باسم «الحمرا الشرقية والغربية» في أعمال الغربية ضمن قرى الروك الصلاحي التي أحصاها ابن مماتي في كتاب قوانين الدواوين، كما وردت باسم «الحمرا الشرقية والغربية» في أعمال الغربية ضمن قرى الروك الناصري التي أحصاها ابن الجيعان في كتاب «التحفة السنية بأسماء البلاد المصرية». وفي العصر العثماني وردت باسم «حمرة خطاب وحمرة أورين» في التربيع العثماني الذي أجراه الوالي العثماني سليمان باشا الخادم في عصر السلطان العثماني سليمان القانوني ضمن قرى ولاية الغربية، وفي تاريخ 1228هـ/1813م الذي عدّ قرى مصر بعد المسح الذي قام به محمد علي باشا باسم «الحماير» ضمن قرى مديرية الغربية. وفي سنة 1275هـ/1859م، تغير الاسم إلى «الحمرا».